# Einkommensteuer-Durchführungsverordnung
Bei der Einkommensteuer-Durchführungsverordnung (EStDV) handelt es sich um eine Rechtsverordnung, die Vorschriften zur Durchführung des Einkommensteuergesetzes (EStG) enthält.